# Микитюк Петро Петрович
Петро́ Петро́вич Микитю́к (24 жовтня 1963, с. Пасічна, Надвірнянського району, Івано-Франківської області) — український науковець, доктор економічних наук, професор, дійсний член Академії будівництва України, державний службовець шостого рангу, професор кафедри менеджменту, публічного управління та персоналу Західноукраїнського національного університету, заступник голови Тернопільської обласної державної адміністрації (2004-2005 рр.).

## Життєпис
Микитюк Петро Петрович, доктор економічних наук, професор, професор кафедри менеджменту та публічного управління свою трудову діяльність розпочав в 1979 році студентом Івано-Франківського автотранспортного технікуму, який закінчив у 1982 році за спеціальністю «Планування на автомобільному транспорті».

З 1982 по 1984 pp. проходив військову службу. З 1985 по 1989 pp. навчався у Тернопільському фінансово-економічному інституті на кредитно-економічному факультеті за спеціальністю «Фінанси та кредит». З 1989 по 1999 рік працював на посадах економіста 1-ої категорії, старшого економіста та заступника керуючого Центральним відділенням Промінвестбанку України в м. Тернополі.

Науково-педагогічну діяльність розпочав у 1992 році в Тернопільській академії народного господарства. З січня 1992 року до травня 1999 року працював викладачем кафедри економіки і управління будівельним комплексом за сумісництвом.

У червні 1999 р. захистив кандидатську дисертацію на здобуття наукового ступеня кандидата економічних наук за спеціальністю 08.06.04 — «Бухгалтерський облік, аналіз та аудит» в Тернопільській академії народного господарства. З грудня 1999 р. до листопада 2000 р. працював старшим викладачем кафедри економіки і управління будівельним комплексом; з листопада 2000 р. до серпня 2004 р. працював доцентом кафедри економіки і управління інвестиціями.
З серпня 2004 року по березень 2005 року – заступник голови Тернопільської обласної державної адміністрації.

З квітня.2005 р. до жовтня 2006 р. працював доцентом кафедри економіки і управління інвестиціями. З листопада 2006 р. до жовтня 2009 р. підвищував свій професійний та науковий рівень в докторантурі з відривом від виробництва при Тернопільському національному економічному університеті за спеціальністю 08.00.09 — бухгалтерський облік, аналіз та аудит, успішно її закінчив і захистив дисертацію на здобуття наукового ступеня доктора економічних наук у Спеціалізованій вченій раді Д 58,082.03 Тернопільського національного економічного університету (диплом ДД № 000159 від 10.11.2011 р.)
.
З листопада 2009 р. до квітня 2012 р. працював доцентом кафедри менеджменту організацій та інвестицій. У квітні 2012 р. обраний на посаду професора кафедри менеджменту організацій та інноваційного підприємництва. Вчене звання професора кафедри менеджменту організацій та інноваційного підприємництва отримав в 2013 році.

У 2013 році Микитюк П. П. очолив кафедру менеджменту організацій та інноваційного підприємництва. На цій посаді проявив новаторський підхід до організації наукового та навчального процесу, підготовки і виховання молодих спеціалістів. Зокрема, забезпечив створення навчально-методичної бази з підготовки бакалаврів — напрям «Менеджмент» за фаховим спрямуванням «Менеджмент організацій та адміністрування», розробив та є керівником магістерської програми «Управління інвестиційно-інноваційною діяльністю» за спеціальністю «Менеджмент організацій та адміністрування».

З серпня 2015 р. по теперішній час Микитюк П. П. працює на посаді професора кафедри менеджменту, публічного управління та персоналу Західноукраїнського національного університету, є гарантом освітньо-професійної програми «Менеджмент інвестиційно-інноваційної діяльності в будівництві» другого (магістерського) рівня вищої освіти за спеціальністю 073 Менеджмент, галузі знань 07 Управління та адміністрування.

## Науковий доробок
Микитюк П. П. займається науковими дослідженнями проблем менеджменту інвестиційно-інноваційної діяльності підприємств, управління проєктами, є автором 100 наукових і науково-методичних праць, у тому числі 14 монографій.

Під керівництвом Микитюка П.П виконано науково-дослідну тему: «Шляхи підвищення ефективності використання виробничих ресурсів у субпідрядних будівельних організацій»; «Інноваційний механізм управління суб'єктами господарювання на ринку інвестицій». Успішно виконав держбюджетну тему: «Інвестиційне забезпечення регіонального енергетичного ринку» та бере участь у виконанні теми «Концептуалізація організаційно-інноваційного забезпечення розвитку критичних технологій у сфері обороноздатності та національної безпеки».
Микитюк П. П. є членом спеціалізованої вченої ради по захисту дисертацій: Д58.082.03 Західноукраїнського національного університету. Під його керівництвом захищено 9 кандидатських дисертацій, в даний час два аспіранти працюють над написанням дисертації з проблем управління ефективністю інвестиційно-інноваційної діяльності підприємства.

Микитюк П. П. є член-кореспондент Міжнародної кадрової академії, обраний в 2003 році дійсним членом Академії будівництва України та Почесним професором ЗУНУ. Микитюк П. П. входить до складу двох редакційних колегій фахових видань з економічних наук «Вісник економіки»: та збірник наукових праць «Економічний аналіз» Західноукраїнського національного університету.

## Основні публікації
- Брич В. Я., Ліштаба Л. В., Микитюк П. П. Компетентність менеджерів в системі охорони здоров'я. Тернопіль, 2018. 192 с. URL: http://dspace.tneu.edu.ua/bitstream/316497/32866/1/menedzery_ohorony_zdorovja.pdf.
- Желюк Т. Л., Микитюк П. П., Августин Р. Р., Апостолюк О. З., Бречко О. В. Архітектоніка управління збалансованим розвитком національної економіки. Тернопіль, 2017. 338 с. URL: http://dspace.tneu.edu.ua/bitstream/316497/38544/1/ARH_mon.pdf.
- Микитюк П. П. Аналіз впливу інвестицій та інновацій на ефективність господарської діяльності підприємства. Тернопіль, 2007. 296 с. URL: http://dspace.tneu.edu.ua/bitstream/316497/19242/1/Monohrafiya_2007.pdf.
- Микитюк П. П. Аналіз інвестиційно-інноваційної діяльності підприємств. Тернопіль, 2009. 304 с. URL: http://dspace.wunu.edu.ua/handle/316497/18780.
- Микитюк П. П. Інвестиційно-інноваційний менеджмент. Тернопіль, 2015. 452 с. URL: http://dspace.tneu.edu.ua/bitstream/316497/1925/1/Микитюк%20посібн.pdf.
- Микитюк П. П. Інноваційний менеджмент. К., 2007. 400 с. URL: http://dspace.wunu.edu.ua/handle/316497/552.
- Микитюк П. П. Управління проектами. Тернопіль, 2014. 270 с. URL: http://dspace.wunu.edu.ua/bitstream/316497/10058/1/03_Навчальний%20посібник.pdf.
- Микитюк П. П., Брич В. Я., Желюк Т. Л., Буяк А. Є., Демків І. О. Управління проектами. Тернопіль, 2017. 320 с. URL: http://dspace.tneu.edu.ua/bitstream/316497/27985/1/Микитюк%20посібник.pdf.
- Микитюк П. П., Брич В. Я., Микитюк Ю. І., Труш І. М. Управління проектами. Тернопіль, 2021. 416 с. URL: http://dspace.wunu.edu.ua/handle/316497/45133.
- Микитюк П. П., Брич В. Я., Федірко М. М., Надвиничний С. А., Портоварас Т. Р. Методичні підходи до стратегічного управління діяльністю підприємства. Тернопіль, 2017. 399 с. URL: http://dspace.tneu.edu.ua/bitstream/316497/26884/1/Микитюк%20монографія.pdf.
- Микитюк П. П., Брич В. Я., Шкільняк М. М., Микитюк Ю. І. Інноваційний менеджмент. Тернопіль, 2019. 518 с. URL: http://dspace.tneu.edu.ua/bitstream/316497/36441/3/Микитюк%20%281%29.pdf.
- Микитюк П. П., Крисько Ж. Л., Овсянюк-Бердадіна О. Ф., Скочиляс С. М. Інноваційний розвиток підприємства. Тернопіль, 2015. 224 с. URL: http://dspace.wunu.edu.ua/handle/316497/684.
- Микитюк П. П., Микитюк Ю. І. Управління системою забезпечення матеріально-технічними ресурсами в будівництві. Тернопіль, 2022. 206 с.
- Микитюк П. П., Сенів Б. Г. Інноваційна діяльність. К., 2009. 392 с. URL: http://dspace.wunu.edu.ua/handle/316497/496.
- Микитюк П. П., Шкільняк М. М., Брич В. Я., Желюк Т. Л., Буяк А. Є., Скочиляс С. М. Управління енергоефективністю в сфері житлово-комунального господарства. Тернопіль, 2018. 300 с. URL: http://dspace.wunu.edu.ua/bitstream/316497/31704/1/Микитюк.pdf.
- Менеджмент персоналу: підручник / за заг. ред. д. е. н., проф. В. Брича. Тернопіль: ЗУНУ, 2023. 640 с.
- Інноваційний механізм управління субєктами господарювання: монографія / За заг. редакцією П. П. Микитюка.–Тернопіль: Видавничо-поліграфічний центр «Економічна думка ТНЕУ», 2014.–450 с.